# Dizionario di Kangxi

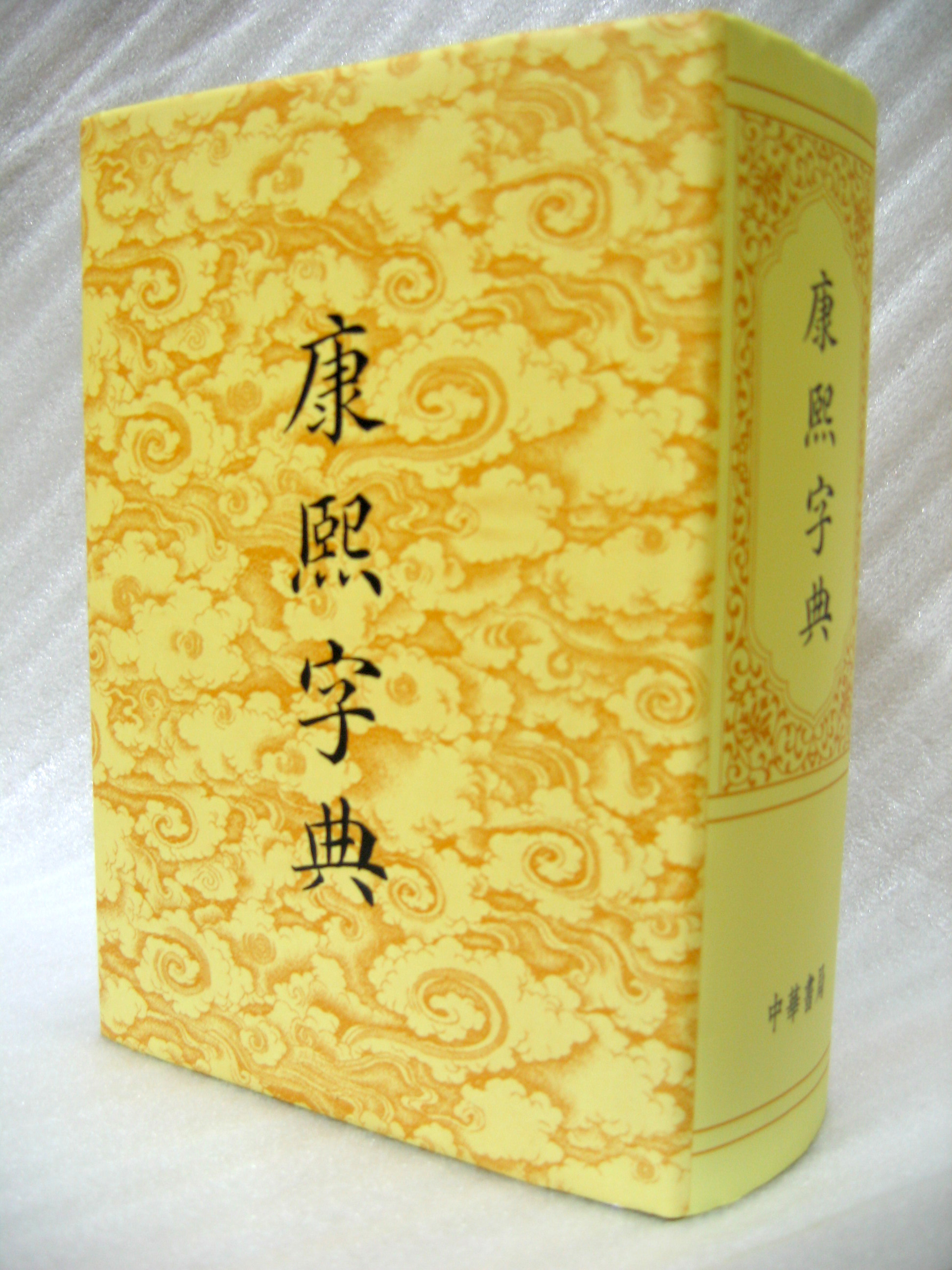
La ristampa dell'edizione 2005 del dizionario Kangxi

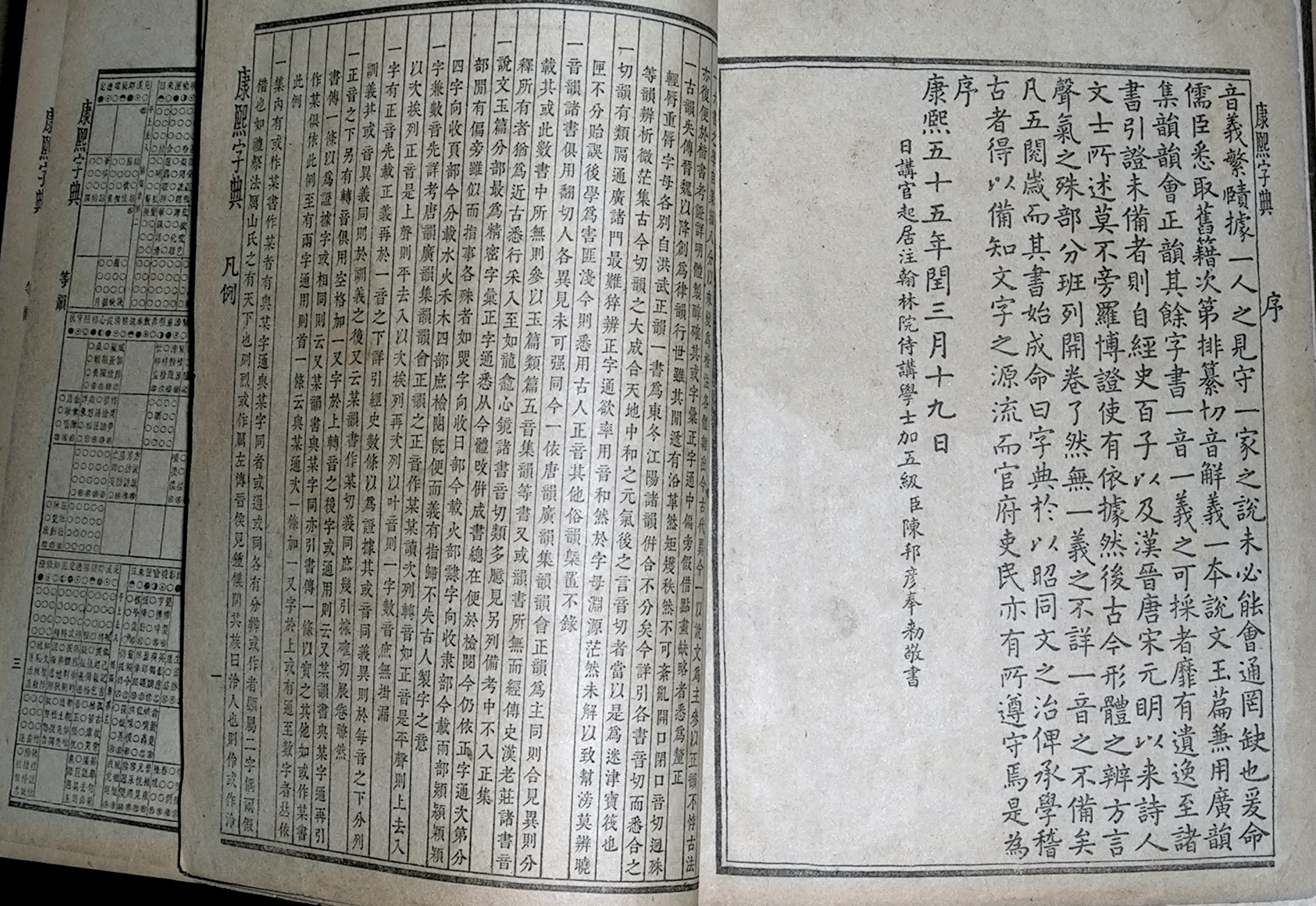
Una pagina del dizionario

Il Dizionario di Kangxi  (cinese: 康熙字典S, Kāngxī ZìdiǎnP, K'ang-hsi tzu-tienW) era il dizionario cinese standard durante il XVIII secolo e il XIX secolo. Il terzo imperatore della dinastia Qing, Kangxi, ne ordinò la compilazione nel 1710 e fu pubblicato sei anni dopo nel 1716. È per questo che il dizionario prende il nome dell'imperatore.
Tra gli editori del dizionario vi furono Zhang Yushu (張玉書) e Chen Tingjing (陳廷敬), che si sono parzialmente basati su due dizionari della dinastia Ming. Il primo fu lo Zihui (字彙 "Collezione di caratteri") del 1615 di Mei Yingzuo (梅膺祚), che per primo ridusse i radicali dai 540 dello Shuowen jiezi (说文解字) di Xu Shen (许慎) a 214. Il secondo fu il Zhengzitong (正字通 "Padronanza corretta dei caratteri") del 1627 di Zhang Zilie (張自烈).
L'imperatore richiese che l'opera fosse terminata entro 5 anni, indi per cui alcuni errori di trascrizione furono inevitabili. Per questo, molti anni dopo, l'Imperatore Daoguang fece fare una revisione del dizionario, pubblicando così in seguito nel 1831 Zidian kaozheng (字典考證 "Ricerca accurata dei caratteri del dizionario") correggendo così 2.588 errori, più che altro nei riferimenti e nelle citazioni.
Il dizionario completo contiene 47.035 caratteri, più 1.995 varianti grafiche, per un totale di 49.030 caratteri differenti raggruppati in 214 radicali. Questa tavola di 214 radicali, di cui alcuni oggi in disuso, forma lo standard più diffuso per ordinare e ricercare i sinogrammi in un dizionario. Lo stesso principio vale per i sinogrammi usati in Giappone (kanji, affiancati da katakana e hiragana), Corea (hanja, pressoché sostituiti dall'hangeul) e usati anticamente in Vietnam (chữ nôm, completamente rimpiazzati dall'alfabeto latino importato dai missionari). Questo è uno dei motivi per cui il dizionario Kangxi e lo Zihui vengono tuttora ricordati.
Ovviamente il dizionario non conteneva indicazioni precise di pronuncia perché il pinyin, il sistema più usato per romanizzare il cinese mandarino, è un'invenzione novecentesca. Anche se esistono altri sistemi per latinizzare il cinese, come per esempio l'alfabeto zhuyin, nel Settecento non esistevano simili sistemi.
Il Dizionario di Kangxi è disponibile in varie edizioni, dalla prima (quella più antica) a quella moderna, fino alla variante via web. Inoltre è stato uno dei dizionari cinesi usati per l'Ideographic Rapporteur Group (IRG) per lo standard Unicode.

## Struttura
- Introduzione dell'Imperatore Kangxi - pp. 1–6 (御製序)
- Note sull'uso del dizionario - pp. 7–12 (凡例)
- Indicazioni sulla pronuncia dei caratteri - pp. 13–40 (等韻)
- Tabella e informazioni sui 214 radicali - pp. 41–49 (總目)
- Contenuti rapidi - pp. 50–71 (检字)
- Contenuto vero del dizionario - pp. 75–1631
  - Testo principale - pp. 75–1538
  - Contenuti aggiuntivi - pp. 1539–1544 (補遺)
  - Testi aggiuntivi - pp. 1545–1576
  - Indice dei contenuti - pp. 1577–1583 (備考)
  - Indice dei testi - pp. 1585–1631
- Editori e ringraziamenti - pp. 1633–1635 (後記)
- Ricerca - pp. 1637–1683 (考证)